# Liste der Kulturgüter in Alto Malcantone
Die Liste der Kulturgüter in Alto Malcantone enthält alle Objekte in der Gemeinde Alto Malcantone im Kanton Tessin, die gemäss der Haager Konvention zum Schutz von Kulturgut bei bewaffneten Konflikten, dem Bundesgesetz vom 20. Juni 2014 über den Schutz der Kulturgüter bei bewaffneten Konflikten sowie der Verordnung vom 29. Oktober 2014 über den Schutz der Kulturgüter bei bewaffneten Konflikten unter Schutz stehen.
Objekte der Kategorien A und B sind vollständig in der Liste enthalten, Objekte der Kategorie C fehlen zurzeit (Stand: 1. Januar 2023).

## Kulturgüter
| Foto |                                                                                          | Objekt | Kat. | Typ | Standort                                                    | Beschreibung |
| ---- | ---------------------------------------------------------------------------------------- | --- | ---- | --- | ----------------------------------------------------------- | ------------ |
| ja   | Datei hochladen · Wikidata zu Pfarrkirche San Michele (Q3671202)                         | Pfarrkirche San Michele / Chiesa parrocchiale di San Michele KGS-Nr.: 05242                                                 | A    | G   | Arosio, Via alla Chiesa di San Michele 32 713130 / 100642   |              |
| ja   | Datei hochladen · Wikidata zu Oratorio della Madonna a Cimaronco (Q3949823)              | Oratorium Madonna a Cimaronco / Oratorio della Madonna a Cimaronco KGS-Nr.: 05243                                           | B    | G   | Arosio, Stradón da Rós 2 714089 / 99916                     |              |
| ja   | Datei hochladen · Wikidata zu Pfarrkirche San Lorenzo und Oratorium San Rocco (Q3670825) | Pfarrkirche San Lorenzo und Oratorium San Rocco / Chiesa parrocchiale di San Lorenzo e oratorio di San Rocco KGS-Nr.: 05335 | B    | G   | Breno, Via alla Chiesa di San Lorenzo 1 710849 / 98966      |              |
| ja   | Datei hochladen · Wikidata zu Pfarrkirche Santa Agata (Q3672248)                         | Pfarrkirche Santa Agata / Chiesa parrocchiale di Santa Agata KGS-Nr.: 05635                                                 | B    | G   | Mugena, Via alla Chiesa di Sant’Agata 1 712358 / 100721     |              |
| ja   | Datei hochladen · Wikidata zu Pfarrkirche San Bartolomeo (Q3669535)                      | Pfarrkirche San Bartolomeo / Chiesa parrocchiale di San Bartolomeo KGS-Nr.: 05765                                           | B    | G   | Vezio, Via alla Chiesa di San Bartolomeo 26 711726 / 100278 |              |
| ja   | Datei hochladen · Wikidata zu Oratorium Santa Maria delle Grazie di Sassello (Q29883848) | Oratorium Santa Maria delle Grazie di Sassello / Oratorio di Santa Maria delle Grazie di Sassello KGS-Nr.: 05766            | B    | G   | Vezio, Via Sassello 4 711927 / 100505                       |              |
| ja   | Datei hochladen · Wikidata zu Palazzetto Ferroni (Q29883850)                             | Palazzetto Ferroni KGS-Nr.: 11904                                                                                           | B    | G   | Arosio, Via alla Chiesa di San Michele 36 713105 / 100721   |              |
| BW   | Datei hochladen                                                                          | Mittelalterliche Burgruine Tavaron / Ruderi del castello medievale de Tavaron KGS-Nr.: 12019                                | B    | G   | Breno, Redavra 710480 / 98498                               |              |